# Index Herbariorum
Index Herbariorum је међународни регистар хербарских колекција које испуњавају научне критеријуме, односно регистроване су од стране релевантних институција. Обухвата информације о хербаријумима широм света и научницима који њима руководе. Тачне и свеобухватне информације о фондовима светских хербаријума олакшавају научницима документовање биолошке разноврсности биљака и гљива. До децембра 2018. Index Herbariorum садржао је податке о 3.095 активна хербаријума у свету, са приближно 12.278 придружених кустоса и специјалиста за биодиверзитет. Заједно, светски хербаријуми који се налазе у овој бази садрже око 387 513 053 (око 390 милиона) трајно смештених ботаничких примерака који документују вегетацију Земље у последњих 400 година.
Ни једна друга врста природњачке збирке нема регистар збирки који се по својој дуговечности и свеобухватности може упоредити са Index Herbariorum-ом.